# Леутонгей
Леутонгей — потухший щитовой вулкан, расположенный на западном склоне Срединного хребта, в междуречье верховий рек Седанки и Первой Рассошины.
Абсолютная высота вулкана — 1341 м (1333 м на современных картах), относительная: восточных склонов 500 м, западных — около 1000 м. В плане вулканическая постройка имеет форму, близкую к окружности, диаметром около 15 км и площадь 190 км². Объем изверженного материала — 40 км³. Форма вулканической постройки — пологий щит, заканчивающийся двумя круглыми конусовидными вершинами. Постройка совершенно не эродирована и имеет первично-вулканический облик. Глубина врезов речных долин не превышает первых десятков метров.